# ژان-لوک بیلودو
ژان-لوک بیلدو (انگلیسی: Jean-Luc Bilodeau؛ زادهٔ ۴ نوامبر ۱۹۹۰) بازیگر کانادایی است که از سال ۲۰۰۴ مشغول فعالیت بوده است. او بیشتر به خاطر ایفای نقش بن ویلر در کمدی موقعیت بابای بچه شناخته می‌شود.

## فیلم‌شناسی
- کایل ایکس‌وای (۲۰۰۹–۲۰۰۶)
- ترفند درمان (۲۰۰۷)
- سوپرنچرال (۲۰۰۸)
- تماشایی! (۲۰۰۹)
- خانواده غیرمعمولی (۲۰۱۰)
- ۱۶ آرزو (۲۰۱۰)
- خندیدن با صدای بلند (۲۰۱۲)
- پیرانا سه‌بعدی (۲۰۱۲)
- بابای بچه (۲۰۱۷–۲۰۱۲)